# En Neuvice
En Neuvice est une ancienne rue de commerce de la ville de Liège qui relie la place du Marché au pont des Arches. Elle est caractéristique du style mosan du XVIIe siècle. En 1964, la rue devient la seconde rue piétonnière de Belgique et la première de la Ville de Liège,.
Seule rue de Liège ayant gardé son tracé du Moyen Âge, longtemps délaissée, la rue bénéficie d'un nouvel essor en ce début de XXIe siècle.
Au carrefour entre la rue et la rue de la Cité se trouve une fontaine Montefiore, fontaine d'eau potable qui apparaît dans le film franco-belge Jeux d’enfants, sorti en 2003.

## Étymologie
Neuvice vient de « Novus Vicus », soit « nouveau vinâve » ou « nouveau quartier ».

## Historique
Neuvice, qui permettait aux marchands de passer de la Meuse à la place du Marché au XVIIIe siècle, est une des artères liégeoises à avoir maintenu son tracé du 11e siècle ainsi que son emprise et ses façades de la fin du 17e siècle.
La rue, notamment en raison son étroitesse, n'attirait plus de commerçants, il fut alors décidé en 1964 de sa mise en piétonnier. La rue revit des années noires fin des années 1990 avec la défection de nombreux commerces. De la soixantaine au début des 1980 en subsistait une dizaine en 2005. Cependant, l'artère connait depuis le début des années 2010 un renouveau grâce à l'ouverture de plusieurs commerces spécialisées, hôtel et boutiques d'artisans.

## Architecture
Le rue comporte 19 immeubles du XVIIe siècle, 25 du XVIIIe siècle et 2 du XIXe siècle. Certains immeubles arborent des enseignes en pierre sculptée.

### Patrimoine classé
Biens classés Patrimoine immobilier de la Région wallonne :
- Église Saint-Antoine et Sainte-Catherine, no 54
- Maison Au Moriane, no 55

### Enseignes
| Enseigne                  | N°    | Date | Inscription            | Note | Géolocalisation                   | Image |
| ------------------------- | ----- | ---- | ---------------------- | --- | --------------------------------- | ----- |
| À la fontaine d'or – 1732 | no 27 | 1732 | Anépigraphe            | Cette maison était occupée par des marchands de toile. | 50° 38′ 42,54″ N, 5° 34′ 36,9″ E  |       |
| À la croix blanche        | no 31 |      | Anépigraphe            | Il ne subsiste qu'un fragment de l'enseigne (partie supérieure). Aux XVIIe et XVIIIe siècles, la maison était désignée « À la croix blanche ».                                              | 50° 38′ 42,26″ N, 5° 34′ 36,96″ E |       |
| Au marteau d'or coroné    | no 43 |      | AU MARTEAU D'OR CORONE | Déjà citée en 1440, la maison a donné, en 1552, son nom au propriétaire : Baudouin du Marteau. La couronne a été martelée. Le marteau est l'emblème des fèbvres, il figure sur leur blason. | 50° 38′ 41,58″ N, 5° 34′ 37,82″ E |       |
| À l'arbre d'or            | no 45 |      | Anépigraphe            | Maison occupée au XVIIIe siècle par Bassompierre père, imprimeur du prince-évêque et marchand libraire. L'arbre est un symbole des mairniers qui figure sur leur blason.                    | 50° 38′ 41,45″ N, 5° 34′ 37,99″ E |       |
| Au Moriane                | no 55 |      | AU MORIANE             | Important immeuble où habitait l'imprimeur Bassompierre fils à la fin du XVIIIe siècle. | 50° 38′ 40,81″ N, 5° 34′ 38,75″ E |       |
| À la rose d'or            | no 58 |      | Anépigraphe            | La maison appartenait à des marchands en mercerie. | 50° 38′ 39,99″ N, 5° 34′ 38,81″ E |       |

## Voiries adjacentes
De la place du Marché à la rue de la Cité :
- rue de l'Épée,
- rue du Carré (la rue la plus étroite de Liège),
- rue du Stalon.